# Hootmanns Meer
Das Hootmanns Meer ist ein ehemaliges Naturschutzgebiet in der niedersächsischen Gemeinde Osterwald in der Samtgemeinde Neuenhaus im Landkreis Grafschaft Bentheim.

## Allgemeines
Das ehemalige Naturschutzgebiet mit dem Kennzeichen NSG WE 127 ist circa 30 Hektar groß. Es ist fast vollständig Bestandteil des EU-Vogelschutzgebietes „Dalum-Wietmarscher und Georgsdorfer Moor“. Das Gebiet stand ab dem 16. August 1980 unter Naturschutz. Zum 10. April 2025 ging es im neu ausgewiesenen Naturschutzgebiet „Georgsdorfer Moor“ auf. Zuständige untere Naturschutzbehörde war der Landkreis Grafschaft Bentheim.

## Beschreibung
Das ehemalige Naturschutzgebiet liegt nordwestlich von Georgsdorf und ist Bestandteil des Bourtanger Moores, von dem es einen kleinen Teil bewahrt. Im Schutzgebiet, das von Pfeifengrasflächen und Birken geprägt wird, sind bis zu vier Meter mächtige Torfauflagen zu finden.
Das Moorgebiet wird über Gräben zum Coevorden-Piccardie-Kanal entwässert.

## Brand im Juni 2011
Im Juni 2011 kam es am Rand des Naturschutzgebiets zu einem Brand, bei dem circa drei Hektar Gras-, Moor- und Heideflächen verbrannten. Ausgelöst wurde der Brand durch einen überhitzten Motor eines alten Kraftfahrzeuges.